# Kościół św. Euzebiusza w Rzymie
Kościół św. Euzebiusza w Rzymie (wł. Chiesa di Sant'Eusebio) – rzymskokatolicki kościół tytularny w Rzymie.
Świątynia ta jest kościołem parafialnym oraz kościołem tytularnym. Jest też kościołem stacyjnym z piątego piątku Wielkiego postu.

## Lokalizacja
Kościół znajduje się w XV Rione Rzymu – Esquilino przy Piazza Vittorio Emanuele II 12/A.

## Patron
Patronem świątyni jest św. Euzebiusz –  rzymski prezbiter, który poniósł śmierć za wiarę chrześcijańską w III lub IV wieku.

## Historia
Pierwsza wzmianka o Titulus Eusebii pochodzi z 474 roku z katakumb świętych Marcelina i Piotra ad duas Lauros. Kościół został odrestaurowany w 750 roku, a później w tym samym stuleciu przebudowano go. Kolejna przebudowa i rekonsekracja miały miejsce w 1238 roku. Mniej więcej w tym też czasie wybudowano dzwonnicę. W 1289 roku kościół został przekazany celestynom, którzy obok wybudowali klasztor. 
W 1600 roku ołtarz główny, prezbiterium i chór zostały przebudowane przez Onorio Longhi. W 1711 roku przebudowę kościoła pod patronatem kardynała Enrico Enríqueza rozpoczął Carlo Stefano Fontana (bratanek bardziej znanego Carlo Fontany), którego dziełem jest fasada. Kolejna przebudowa została rozpoczęta w 1753 roku przez Nicolò Picconi, trwała ona około sześciu lat. 
W 1810 roku kongregacja celestynów została zlikwidowana. Kompleks otrzymali jezuici, którzy zostali z kolei usunięci z niego w 1873 roku. W 1889 roku przy kościele powołano do życia parafię.

## Architektura i sztuka
Fasada
Dolna kondygnacja fasady ma pięć łuków prowadzących do loggii oraz cztery pilastry doryckie podtrzymujące belkowanie. Środkowy łuk jest nieco szerszy od pozostałych, ze zdobieniem i muszlą u góry, w przestrzeni pod nim znajduje się figura Matki Bożej z Dzieciątkiem.
Druga kondygnacja fasady ma pięć prostokątnych okien o jednakowych rozmiarach, oddzielonych czterema jońskimi pilastrami, podtrzymującymi belkowanie z dedykacją i rokiem 1711. Powyżej znajduje się trójkątny tympanon, który zasłonięty jest w znacznym stopniu przez półokrągły naczółek z herbem papieża Klemensa XII.
Dzwonnica
Z prawej strony fasady widoczna jest XIII-wieczna ceglana dzwonnica, która w rzeczywistości znajduje się w północnym rogu klasztoru. Nakryta jest piramidalnym daszkiem, każda strona ma trzy otwory utworzone przez arkadę podzieloną wapiennymi kolumnami.
Wnętrze kościoła
Wnętrze kościoła jest trójnawowe, nawy boczne od nawy środkowej oddzielają cztery arkady po każdej stronie z podwójnymi pilastrami jońskimi.
Na suficie nawy głównej znajduje się fresk przedstawiający św. Euzebiusza w chwale autorstwa Antona Raphaela Mengsa z 1757 lub 1759 roku.
Barokowy ołtarz główny z czerwonego i białego marmuru ma cztery kolumny korynckie. W ołtarzu umieszczono obraz Madonny z Dzieciątkiem autorstwa Pompeo Batoni. Malowidło to wmontowano w relief, który w dolnej części przedstawia dwóch świętych czczących wizerunek (św. Euzebiusz po lewej i św. Wincenty po prawej). W trójkątnym naczółku ołtarza znajduje się obraz przedstawiający Apoteozę św. Eustachego.
W prezbiterium znajdują się dwa ołtarze boczne. Ołtarz po lewej zawiera malowidło Elekcja papieża Celestyna autorstwa Andreasa Rutharda, natomiast ołtarz po prawej przedstawia św. Benedykta, namalowanego przez Cesare Rossetti.
Za ołtarzem głównym znajduje się rzeźbiony w drewnie orzechowym chór z 1556 roku przeznaczony dla mnichów celestyńskich. W chórze znajduje się ołtarz z Ukrzyżowaniem autorstwa Cesare Rossetti (msza dla wspólnoty monastycznej był sprawowana przy tym ołtarzu w dni powszednie). W chórze wisi także obraz Matki Bożej ze świętymi Euzebiuszem i Wincentym autorstwa Baldasare Croce, który wcześniej był obrazem ołtarza głównego.

## Kardynałowie prezbiterzy
Kościół św. Euzebiusza jest jednym z kościołów tytularnych nadawanych kardynałom-prezbiterom (Titulus Sancti Eusebii). Tytuł ten został zlikwidowany przez Grzegorza XVI w 1841 roku i przywrócony przez Piusa IX 25 czerwca 1877 roku.
- Pascasius (w 499)
- Donus (w 595)
- Stefan (w 745)
- Theopamptus (w 761)
- Kwiryniusz (w 853)
- Jan (w 869)
- Robert de Paris (1100-1112 i ponownie 1123)
- Jan OSB (1116-1122)
- Piotr[a] (1130)
- Amat[a] (1131-1138?)
- Ruggiero di San Severino OSB (1180-1221)
- Nicolas Caignet de Fréauville OP (1305-1323)
- Raymond de Mostuejouls (1327-1335)
  - Nicola Fabriani[b] (1328)
- Étienne de Poissy (1368-1373)
- Guglielmo Sanseverino (1378)
- Francesco Moricotti Prignani (1378-ok. 1383)
- Aymeric de Magnac[c] (1383-1385)
- Amaury de Lautrec[c] (1385-1390)
- Alamanno Adimari[d] (1412-1422)
- Henry Beaufort (1426-1447)
- Astorgio Agnensi (1449-1451)
- Richard Olivier de Longueil (1462-1470), ; in commendam (1470)
- Oliviero Carafa (1470-1476); in commendam (1476-1511)
- Pietro Accolti (1511-1523); in commendam (1523-1527)
- Benedetto Accolti (1527-1549)
- Francisco Mendoza de Bobadilla (1550-1566)
- Antonio Carafa, kardynał diakon pro hac vice (1568-1573), kardynał prezbiter (1583-1584)
- Giulio Canani (1584-1591)
- Camillo Borghese (1596-1599)
- Arnaud d’Ossat (1599-1604)
- Ferdinando Taverna (1604-1619)
- Jean de Bonsi (1621)
- Marcantonio Gozzadini (1621-1623)
- Lucio Sanseverino (1623)
- Giacomo Cavalieri (1626-1629)
- Giovanni Battista Pamphili (1630-1644)
- Girolamo Grimaldi-Cavalleroni (1644-1655)
- Nicola Guidi di Bagno (1657-1663)
- Paolo Emilio Rondinini (1668)
- Carlo Gualterio (1669-1673)
- Camillo Massimi (1673-1677)
- Pierre de Bonzi (1689-1703)
- Francesco Martelli (1706-1717)
- Imre Csáky (1721-1732)
- Pompeo Aldrovandi (1734-1752)
- Enrico Enriquez (1754-1756)
- Jean-François-Joseph Rochechouart (1762-1777)
- Guglielmo Pallotta (1777-1782)
- Giovanni Andrea Archetti (1785-1800)
- Giuseppe Firrao (1801-1830)
- Paolo Polidori (1834-1841)
- tytuł zlikwidowany (1841-1877)
- Johann Rudolf Kutschker (1877-1881)
- Domenico Agostini (1882-1886)
- Cölestin Josef Ganglbauer OSB (1886-1889)
- Joseph-Alfred Foulon (1889-1893)
- Benito Sanz y Forés (1893-1895)
- Antonio María Cascajares y Azara (1896-1898)
- Agostino Richelmy (1899-1911)
- János Csernoch (1914-1927)
- Carlo Minoretti (1929-1938)
- Juan Gualberto Guevara (1946-1954)
- Franz König (1958-2004)
- Daniel DiNardo (2007-nadal)